# Биомеханика
Биомеханика проучава артикулације коштаних и мишићних система, као да је ријеч о механичким структурама подређеним различитим силама и кретањима. То укључује анализу начина људског хода и истраживање сила које утичу на деформације људског тијела приликом различитих несрећа (на примјер, саобраћајна несрећа). Биомеханика такође проучава друге системе организма као и органе, на примјер, понашање крви као течности која је у константном кретању, механику дисања и размјену енергије у људском тијелу.
Биомеханика је веома важна научна дисциплина у ергономији која је мулти и интердисциплинарна примењена научна дисциплина која се бави истраживањем и пројектовањем система човек-машина. Без познавања биомеханичких својстава човека тешко је или немогуће обликовати техничка средства а да буду подобна за ефикасно, безбедно и продуктивно коришћење.